# Williseilanden
De Williseilanden (Engels: Willis Islands) vormen een kleine archipel in de eilandengroep van Zuid-Georgië en de Zuidelijke Sandwicheilanden zonder vaste bewoning. De archipel ligt ongeveer 3,2 kilometer ten westen van Vogeleiland en telt meer dan 30 eilanden. Vele zijn niet groter dan enkele honderden vierkante meter. 
De archipel werd op 14 januari 1775 ontdekt door kapitein James Cook en genoemd naar het bemanningslid Thomas Willis dat de eilandengroep het eerste had gezien.
Zuid-Georgia:

Zuid-Georgia · Annenkoveiland · Bird Island · Cooper Island · Graseiland · Pickersgilleilanden · Welkomeilanden · Williseilanden · Zwarte Rotsen · Aalscholversrotsen · Clerkerotsen

Zuidelijke Sandwicheilanden:

Traversay- en Lichtmiseilanden: Zavodovski-eiland · Leskoveiland · Visokoi-eiland · Lichtmiseiland · Vindicatie-eiland

Zuidelijke Thule-eilanden: Bellingshauseneiland · Cookeiland · Thule-eiland

Overige eilanden: Bristoleiland · Montagu-eiland · Saunderseiland